# گشیراز
گشیراز، روستایی در دهستان درپهن بخش سندرک شهرستان میناب در استان هرمزگان ایران است.

## جمعیت
بر پایه سرشماری عمومی نفوس و مسکن در سال ۱۳۹۵، جمعیت این روستا برابر با ۲۸۷ نفر (۶۱ خانوار) بوده‌است.